# MARISTAELI Luni
MARISTAELI - Luni (Stazione marittima elicotteri di Sarzana-Luni) è una delle tre basi aeree della Marina Militare, e, dal 1999, è intitolata all'ammiraglio Giovanni Fiorini, uno dei maggiori artefici della componente elicotteristica della Marina Militare e principale realizzatore di MARISTAELI Luni, come ricordato da una lapide posta all'interno della base.

## Descrizione
La Stazione marittima elicotteri di Sarzana-Luni nasce il 1º settembre 1967 quando, presso un'installazione dell'Aeronautica Militare in disuso, il piccolo aeroporto di Sarzana-Luni, sito in località San Lazzaro nel comune di Sarzana e a circa dieci chilometri dalla base di La Spezia, fu oggetto di importanti lavori per la costruzione d'un eliporto, dopo i primi studi di fattibilità iniziati nel 1962, grazie ai fondi stanziati dalla NATO e dal Governo italiano.

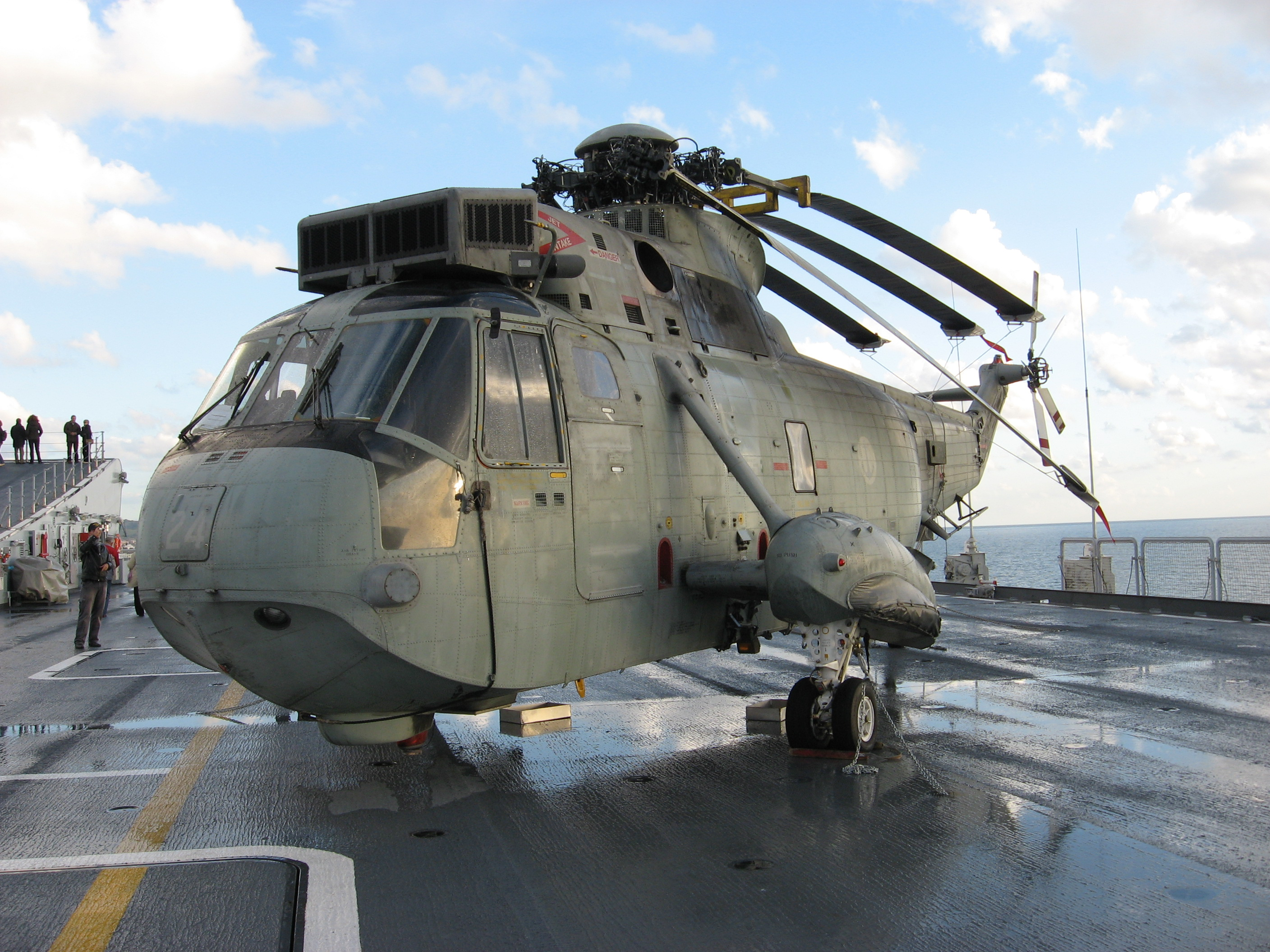
Un SH3-D della Marina Militare sul ponte di volo della portaerei Cavour

Presso la nuova struttura, consegnata alla Marina Militare il 1º novembre 1968 venne costituito il Comando della stazione elicotteri M.M. di Sarzana-Luni e il 1º novembre 1969 la Base divenne operativa con la costituzione del 5º Gruppo Elicotteri dotato degli Agusta Bell AB 47J. All'inizio del 1971 presso la nuova struttura venne anche trasferito da Catania il 1º Gruppo elicotteri. Sulla pista possono operare anche velivoli V/STOL e nella struttura trova posto anche una base aeromobili della Guardia Costiera.
La base militare è dotata di una pista lunga 1000 metri con orientamento 18°/36° e di una piazzola elicotteri asservite da altre due piccole piste orientate 14°/32° e 05°/23°, con il complesso che in totale si estende su una superficie di circa 450.000m2 di terreno contenuti all'interno di un perimetro dallo sviluppo di 3 km ed ha al suo interno tutti i servizi tecnici/operativi che ne permettono il corretto funzionamento.
La base dispone di “Simulatore di ammaraggio forzato” denominato "Helo Dunker", il cui compito primario è preparare gli equipaggi di volo alla fuoriuscita in emergenza da un aeromobile ammarato, e di un simulatore Full Crew Mission Simulator (FCMS) dell’elicottero EH-101 (Versione ASuW/ASW) per l’addestramento dell'intero equipaggio (piloti ed operatori) all’impiego del mezzo e allo svolgimento delle varie missioni.
La base è divisa in due aree: una operativa con i due Gruppi volo ed i relativi hangar, ed un’area logistica di supporto. e per le proprie attività la base dispone di molteplici strutture di vario tipo, tra cui cinque grossi hangar per il ricovero di tutti i velivoli, con alcuni hangar attrezzati per svolgere attività di manutenzione.
All’interno della base si trova anche il Centro sperimentale aeromarittimo che dipende direttamente dal 6º Reparto aeromobili dello Stato maggiore della Marina.

## Organizzazione
Il Comando di MARISTAELI - Luni coordina l'attività dei due Gruppi della base e si occupa dell'efficienza delle infrastrutture aeroportuali e del magazzino che rifornisce sia i Gruppi di volo della base sia i velivoli delle unità imbarcate presso la base di La Spezia. Il Comando è retto da un capitano di vascello.
I due Gruppi di volo presenti nella base hanno come compiti istituzionali primari quelli di fornire elicotteri e personale alle unità della Squadra navale della Squadra e alle Sezelicot rischierate, la lotta antisommergibile, antinave e il supporto alla operazioni speciali, operando in supporto del COMSUBIN, il mantenimento dell’efficienza degli elicotteri, il test di apparecchiature ed armamenti. Tra i compiti secondari vi sono la lotta agli incendi, che è un'attività specifica del 5º Gruppo, l'attività di ricerca e soccorso, le attività cosiddette di utility, quali le attività di collegamento, di evacuazione medica, di trasporto di personale, il supporto alla Protezione Civile e l’intervento nelle calamità naturali.

### 5º Grupelicot
Il 5º Gruppo elicotteri ha il compito di preparare gli elicotteri da destinare alle unità di superficie della base di La Spezia. Inoltre alcuni elicotteri vengono utilizzati in missioni antincendio e in missioni SAR.
Il 5º Gruppo elicotteri è stato il primo reparto operativo della base costituito il 1º novembre 1969, con funzioni di supporto tecnico e logistico a favore degli elicotteri imbarcati sulle unità navali della base di La Spezia. I primi elicotteri assegnati al Gruppo furono due AB-47J cui seguirono due AB-47G, sette AB-47J3 e sei SH-34J Seabat che vennero ceduti dal 1º Gruppo elicotteri all'epoca operante presso la base di MARISTAELI Catania di Fontanarossa.. Con l'arrivo dei Seabat, non più validi per l'impiego come mezzi antisommergibili, il Gruppo iniziò un periodo di collaborazione con il COMSUBIN e con il Battaglione San Marco; con la rimozione degli apparati antisommergibile ormai obsoleti, i Seabat vennero trasformati in elicotteri da trasporto per gli incursori del COMSUBIN e per gli uomini del Battaglione San Marco per i quali venne modificata agli inizi del 1971 la poppa di Nave Andrea Bafile per imbarcare stabilmente almeno due di questi elicotteri, che operarono fino al 30 giugno 1979, data della radiazione definitiva degli ultimi tre velivoli in servizio.
Dal 1971 il reparto venne dotato di elicotteri AB-204 AS e a partire dal 1976 si ebbe l'arrivo dei primi AB-212 che progressivamente sostituirono tutti gli elicotteri precedenti. Fin dalla sua costituzione il 5º Gruppo è stato impegnato in ruoli di primaria importanza quali la lotta antisommergibile ed antinave, la sorveglianza delle unità navali appartenenti a Paesi del Blocco Sovietico durante la Guerra fredda, per poi a partire dall'inizio degli anni novanta, le missioni in Golfo Persico, Somalia, Iugoslavia, Albania, Libano, Afghanistan e ha soddisfatto le innumerevoli richieste di intervento a favore della Protezione Civile.
Nel 2000 è stato costituito presso il Gruppo un nucleo di piloti ed operatori addestrati per le operazioni di supporto alle Forze speciali e per tale impiego la Marina ha sviluppato una configurazione particolare degli aeromobili in dotazione, idonei all'utilizzo di visori ad intensificazione di luce NVG.
Il 15 giugno 2011 al 5º Gruppo elicotteri è stato consegnato il primo esemplare di NH-90 NFH (matricola ditta HITN-04, Matricola Militare 3-04) elicottero destinato a rinnovare profondamente le flotte europee ad ala rotante e che si appresta a divenire il velivolo tattico standard dei Paesi NATO del vecchio continente. Il nuovo elicottero dovrà inizialmente affiancare e successivamente sostituire il glorioso AB212 ASW, per anni pilastro portante dell'Aviazione Navale Italiana.

### 1º Grupelicot
Il 1º Gruppo elicotteri della Marina Militare (1° GRUPELICOT) venne attivato il 1º agosto 1956 sull'eliporto di Augusta Terrevecchie, presso l'area della attuale base navale, inquadrando inizialmente tre AB-47G, portati successivamente a sette nel dicembre 1957. Con la sua costituzione è iniziata la storia moderna della Aviazione Navale Italiana. Nei due anni seguenti il Gruppo si consolidò, crescendo numericamente, logisticamente e, soprattutto, operativamente, venendo a delinearsi la struttura organica tipica dei reparti di un gruppo operativo. Agli inizi del 1958 la Marina ordinò tre nuovi elicotteri Sikorsky HSS-1 Seabat, ridenominati in seguito SH-34G, dotati di sonar, siluri, stabilizzazione automatica e strumenti per il volo notturno e strumentale, inviando al tempo stesso nel corso dell'anno aliquote di personale del 1º Gruppo negli Stati Uniti per l'addestramento sull'aeromobile e sul sonar.
I primi due HSS-1 giunsero in Italia il 10 marzo 1959 e, non trovando un idoneo eliporto della Marina, vennero dislocati a Catania Fontanarossa presso l'87º Gruppo antisommergibile vennero trasferiti a Catania Fontanarossa, e nell'agosto dello stesso anno il Gruppo venne definitivamente trasferito a Catania dove i nuovi elicotteri furono raggiunti dai sette AB-47G il 15 agosto 1959. Nello stesso periodo vennero assegnati al reparto anche i primi tre AB-47J, uno dei quali, il 24 ottobre 1961, effettuò il primo appontaggio su una nave italiana la fregata Luigi Rizzo.
Il giorno successivo arrivarono a Genova i primi due HSS-1N poi ridenominati SH-34J appartenenti ad una serie di sei elicotteri assegnati alla Marina Militare nell'ambito del Mutual Defense Assistance Program e nel gennaio 1962 vennero consegnati tre AB-47J3.
Nel febbraio 1963 il gruppo venne trasferito nelle nuove infrastrutture, abbandonando quelle prestate dell'87º Gruppo antisommergibile dell'Aeronautica Militare e l'eliporto venne ufficialmente rinominato “Stazione elicotteri della Marina Militare MARISTAELI Catania”. Nel corso dell'anno vennero consegnati altri elicotteri, portando la forza del Reparto a sette AB-47G, sei AB-47J, tre AB-47J3, otto SH-34J e tre SH-34G, due dei quali furono imbarcati da giugno sull'incrociatore portaelicotteri Andrea Doria.
Il 31 ottobre 1964 una tromba d'aria colpì MARISTAELI Catania, distruggendo sette SH-34, un AB-47J e danneggiando altri otto elicotteri; particolarmente colpiti furono i Seabat, a causa di un corto circuito elettrico che innescò un incendio, le cui fiamme fusero letteralmente le leghe leggere di cui erano costituiti gli elicotteri, risparmiando solamente il motore. Dei dieci elicotteri Seabat in quel momento in dotazione alla Marina Militare solo due si salvarono, gli esemplari 4-04 (MM149082) e 4-05 (MM149083) perché imbarcati sull'Andrea Doria, impegnato insieme alla nave trasporto truppe Etna nella crociera in estremo oriente mentre il 4-10 (MM150821) rimase danneggiato in maniera talmente estesa da essere sottoposto ad un lavoro esteso di ricostruzione in Belgio, venendo poi ricodificato 4-03 dopo il ritorno in servizio, per non lasciare buchi di numerazione tra questo mezzo ed i rimpiazzi arrivati dagli Stati Uniti. Subito dopo la catastrofe furono immediatamente donati dagli Stati Uniti tre esemplari di SH-34G ritirati direttamente dal ponte di volo della portaerei Saratoga all'ancora nel Golfo di Napoli chiamati “Calmieri” dagli equipaggi per le loro condizioni di volo particolarmente usurate, privati delle apparecchiature antisom e utilizzati per compiti di ricerca e soccorso sulle portaerei americane, che presero la codifica da 4-06 a 4-08 e rimasero in servizio per poco tempo in quanto non considerati allo stesso standard degli altri esemplari e perché provati da un'attività molto intensa con la Marina degli Stati Uniti e vennero affiancati ed in seguito sostituiti da altri sei elicotteri SH-34J nuovi di fabbrica codificati da 4-09 a 4-14, che gli Stati Uniti cedettero, per colmare le perdite, tra il 1964 ed il 1967.
Il 20 dicembre 1967 un distaccamento del Gruppo venne rischierato a Sarzana-Luni, dove dal settembre precedente erano iniziati i lavori di costruzione della nuova Stazione elicotteri.
A partire dall'autunno 1969 con l'arrivo a Catania dei più moderni SH-3D Sea King il Gruppo cedette buona parte dei suoi elicotteri al 5º Gruppo elicotteri che era stato appena costituito presso la nuova Base elicotteri della Marina a Sarzana.
Il 28 giugno 1970 il 1º Gruppo ricevette la Bandiera di combattimento, trasferendosi definitivamente a Sarzana-Luni il 25 gennaio 1971 con i suoi ultimi tre SH-34, ricevendo, a partire dal 13 maggio 1971, i primi SH-3D Sea King e diventando operativo sui nuovi elicotteri entro la fine dello stesso anno.
Gli ultimi SH-34 vennero dismessi nel 1979; nel 1985 gli SH-3D del 1º Gruppo formarono la prima componente di volo dell'incrociatore portaeromobili Garibaldi nuova nave ammiraglia della flotta della Marina Militare.
A partire dal 2002 al 1º Gruppo elicotteri sono stati assegnati gli elicotteri AW-101 nelle diverse versioni quali l'antisommergibile/antinave (ASW/ASuW), l’early warning (HEW) e l'eliassalto (UTI/ASH), che hanno progressivamente rimpiazzato i Sea King.
I velivoli del 1º Gruppo elicotteri cooperano strettamente con il reparto Eliassalto con il vicino Comsubin.

#### Afghanistan
Il 1º Gruppo elicotteri di Sarzana-Luni è stato impiegato in Afghanistan nell'ambito della missione ISAF (International Security Assistance Force), con l'Air Task Group Shark, comprendente un totale di 67 militari tra equipaggi di volo, tecnici per la manutenzione degli elicotteri, personale amministrativo, logistico e medico oltre a fucilieri del Reggimento San Marco per compiti di protezione e sicurezza; Il Gruppo ha operato da ottobre del 2010 fino al 7 dicembre 2011 con circa 300 uomini e donne (con una rotazione ogni 3-4 mesi), 3 elicotteri EH-101 ASH versione Eliassalto, dotati di sistemi di autoprotezione, che grazie all'utilizzo del FLIR e dei visori notturni hanno potuto operare sia di giorno che di notte, per missioni di sorveglianza, pattugliamento, scorta convogli ed evacuazione medica (MEDEVAC), totalizzando all’incirca 900 ore di volo in 224 missioni per un totale di 1112 sortite, trasportando circa 3700 passeggeri e 95000Kg di materiali operando sotto il Comando Regionale Ovest NATO (Regional Command RC-WEST) nella zona dell’’Afghanistan occidentale nell’area di Herat, dove si trova anche il comando italiano, con competenze operative anche verso il sud della nazione, sotto il controllo dal personale italiano della Brigata Sassari e del Reggimento San Marco. Il reparto ha avuto un grande riscontro positivo in ambito ISAF, soprattutto essendo gli elicotteri EH-101 i più moderni nella zona operativa e dotati di moderni sistemi di autoprotezione, tanto che proprio per questi motivi, anche il Generale Petraeus, Comandante in capo dell’ISAF e delle Forze USA in Afghanistan fino al 18 luglio del 2011, è stato più volte ospite a bordo dei velivoli dell’Air Task Group Shark. I tre elicotteri hanno fatto rientro in Italia nel gennaio 2012, trasportati da velivoli C-17 dell’USAF.

## Helo Dunker
All'interno della base è stato realizzato l'Helo Dunker per l'addestramento degli equipaggi degli elicotteri all'ammaraggio forzato ed al successivo abbandono del mezzo inabissatosi; la struttura è una delle poche in Europa ed è utilizzata in modo interforze nonché da vari operatori NATO. A differenza del Dilbert Dunker di Catania che è essenzialmente per velivoli ad ala fissa, l'Helo Dunker è essenzialmente per l'addestramento di piloti elicotteristi. La struttura, realizzata con fondi interforze, riproduce da un lato la cabina di un AB 212 e dall'altro quella di un NH-90 ed è sospesa su una piscina in cui viene immersa simulando l'ammaraggio forzato di un elicottero e rappresenta uno strumento di notevole efficacia ed importanza per la sicurezza delle operazioni di volo sul mare.